# Olga Wainstein-Krasuk
Olga Inés Wainstein-Krasuk (n. Ciutat de Buenos Aires, 1939) és una arquitecta argentina diplomada de la Universitat de Buenos Aires. És Magister en Desenvolupament Econòmic Local. Va fundar i va formar part de l'estudi STAFF entre 1964 i 1992. Des de 1984 és Directora del Centre d'Estudis de l'Hàbitat i l'Habitatge de la FADU-UBA (CEHyV).

## Biografia
Olga Inés Wainstein-Krasuk va néixer a Buenos Aires al maig de 1939. La seva decisió de ser arquitecta va estar molt influïda pel seu pare que era enginyer civil i l'empresa del qual va arribar a realitzar importants obres públiques. A això va sumar una educació artística: va estudiar piano des dels 8 fins als 18 anys, va concórrer a tallers de dibuix i pintura i des dels 15 anys fins als 22 va formar part del Centre Cultural Alberto Einstein creat per un grup d'adolescents entre els quals es trobava, convidant a figures destacades de diferents disciplines.

## Formació i trajectòria acadèmica
Va estudiar arquitectura en la FAU-UBA entre 1958 i 1964 tenint de professors a referents de l'arquitectura argentina com Wladimiro Acosta, Juan Manuel Borthagaray, Justo Solsona i Javier Sánchez Gómez. Sent alumna va participar en concursos al costat d'Horaci Baliero, Eduardo Polledo, Justo Solsona, Javier Sánchez Gómez, Flora Manteola, i Jorge Goldemberg, entre d'altres. Abans de finalitzar la carrera s'integra com a docent en la càtedra de Wladimiro Acosta, activitat en la qual va continuar fins que va renunciar amb l'arribada de la dictadura de Onganía en 1966 i va tornar a la docència de la FADU-UBA, on continua, en 1984 amb el retorn de la democràcia a Argentina.
Al seu retorn a la FADU en 1984 es va reintegrar com a Professora Adjunta en Disseny V en la Càtedra de Jorge Goldemberg, en la qual va romandre fins a 1988. També en 1984, va ser convidada a dirigir en la Facultat el Centre FADU-UBA-OEA depenent de la Secretaria de Recerques amb fons directes d'OEA que a partir de 1999 va passar a cridar-se CEHyV, Centre d'Estudis de l'Hàbitat i l'Habitatge. Entre 1991 i 1999 va ser professora titular de la matèria optativa “Habitatge i Hàbitat, Polítiques i Estratègies”.

## Obres
Olga Wainstein-Krasuk va fundar l'Estudi Staff amb Ángela Teresa Bielus i Jorge Goldemberg. Els treballs de l'estudi es van desenvolupar en múltiples fronts: planejament, arquitectura, consultoria, docència i recerca, planejament estratègic i en emprendimientos de gran escala. Si bé gran part de la seva obra han estat els conjunts habitacionales (bestiars per concurs), van fer tot tipus d'obres, encara que amb una gran vocació pels temes socials tractant d'adaptar els seus projectes a les complexitats de la vida urbana. L'Estudi Staff va projectar i va dirigir més de 2.000.000 de m2, la majoria d'ells obtinguts per la participació en concursos i licitacions nacionals i internacionals.

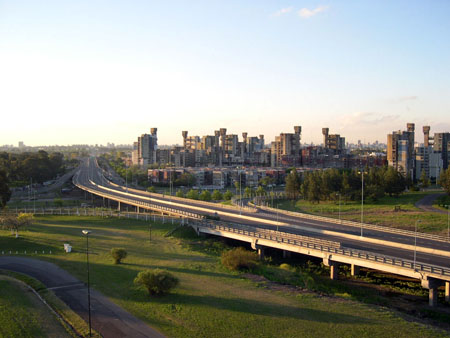
Conjunt habitacional Soldati

Algunes de les obres més destacades d'Estudi Staff han estat: els conjunts habitacionalesCiudadela I i II que allotgen una població de més de 25.000 habitants, el Conjunt Habitacional Soldati (3200 habitatges); el Pla Director Zonal, Pla Regulador de Riu Tèrbol i 28 de Novembre amb el projecte de la nova ciutat per allotjar 50.000 habitants; els Conjunts Habitacional Riu Gran I i II (70.000 m2); el Mercat Nacional d'Hisenda, estudi avançat i prefactibilidad (500.000 m². coberts. 1a. Etapa 250.000); el Conjunt habitacional i Equipament Chacra II Riu Gran en Terra del Foc (de 135000 m².); els Conjunts habitacionales Cañuelas i Pilar. També van realitzar escoles, hospitals, hotels, Centres Cívics, Seus de Govern, estadis, i altres obres, algunes d'elles en associació amb altres estudis. En el concurs internacional van obtenir el Taichung Government Building.

## Recerca i consultories
Wainstein-Krasuk ha coordinat i dirigit equips multidisciplinaris en diverses consultories internacionals i ha estat consultora individual per al Banc Interamericano de Desenvolupament. En 1998 va ser Consultora en una Missió d'Assistència Tècnica (Fons Argentí Cooperació Horitzontal) Oficina de Planejament Estratègic del Govern d'El Salvador com a Consultora de Medi ambient / Ordenament Territorial, Llei de Medi ambient i Assentaments Humans. Va participar com a Consultora Nacional d'Assentaments Humans, en un Programa PNUD-Hàbitat 1993. Va dirigir un equip multidisciplinari per al "Programa d'Estratègies Nacionals de l'Hàbitat" que va proposar un avantprojecte de Llei D'Hàbitat, segons un conveni PNUD/ Govern Argentí/FADU-UBA 1993-1994.
Des del CEHyV realitza l'Avantprojecte i Projecte participatiu per a la realització de la Seu de la Societat de Foment del barri Els Cadells, en De l'Aspecte Pilar, que comprèn seu social, esportiva, cultural i educativa en forma conjunta amb la càtedra de Construccions de la FADU-UBA. Allí també dirigeix projectes de recerca UBACyT 2014-17. És a més directora de postgrau del Programa d'Actualització DEL, Consultora externa de AVINA i de la Xarxa Argentina de Ciutats justes, Democràtiques i Sustentables i organismes públics i privats.

## Publicacions
- Wainstein-Krasuk, Olga; Brandáriz, Graciela, eds. (2013).  Ciudades inclusivas. Estrategias de intervención hacia ciudades inclusivas. Buenas Prácticas.  Buenos Aires: Café de las ciudades, 2013. ISBN 9789872973735.Estratègies d'intervenció cap a ciutats inclusives. 'Bones Pràctiques. Buenos Aires: Cafè de les ciutats. ISBN 9789872973735.
- Borthagaray, Juan Manuel; Igarzábal de Nistal, María Adela; Wainstein-Krasuk, Olga, eds. (2006).  Hacia la gestión de un hábitat sostenible.  Buenos Aires: Nobuko, 2006. ISBN 987-584-007-6.Buenos Aires: Nobuko. ISBN 987-584-007-6.
- Wainstein-Krasuk, Olga, ed. (1998).  Hábitat y Vivienda. El Gran Desafío.  Buenos Aires: SICYT-FADU-UBA-CEHV, 1998.El Gran Desafiament. Buenos Aires: SICYT-FADU-UBA-CEHV.
- Wainstein-Krasuk, Olga (1998).  Ley de Medio Ambiente y Asentamientos Humanos. República de El Salvador.  Buenos Aires: Fondo Argentino de Cooperación Horizontal. Gobierno de El Salvador. Oficina de Planeamiento Estratégico VMVDU, Misión de Asistencia técnica, 1998.República d'El Salvador. Buenos Aires: Fons Argentí de Cooperació Horitzontal. Govern d'El Salvador. Oficina de Planejament Estratègic VMVDU, Missió d'Assistència tècnica.

## Premis
L'Estudi STAFF va obtenir nombrosos premis en concursos d'idees, avantprojecte i projecte: 32 primers premis, 8 segons premis, 3 tercers premis, 6 esments, 4 premis especials atorgats pel Ministeri de Benestar Social. En l'àmbit personal Olga Wainstein-Krasuk ha rebut 4 premis a la producció científica i tecnològica de la UBA, el Premi Biennal d'Arquitectura 1987 i el Premi Engineering Society Designer 1989.